# H-2 SOW
A H-2 SOW é uma bomba de precisão planadora do Paquistão destinada a ser usada pelos aviões de ataque ao solo Mirage V da Força Aérea do Paquistão. Ela tem um sistema de guiamento terminal baseado em um buscador infravermelho, que identifica o alvo no estágio final do voo ou guiamento por TV. Ela pode atingir alvos a até 60 km, a bomba pode ter capacidade de evadir os radares. Ela seria uma versão menor da H-4 SOW.

## História operacional
A H-2 teria entrado em serviço com a  Força Aérea do Paquistão em 2003.
Uma versão guiada por TV foi lançada por aviões Mirage III/5 paquistaneses atingindo uma maquete alvo a 60 km durante uma demonstração marcando o início do exercício High Mark 2010.